# Lubieszynek Drugi
Lubieszynek Drugi est une localité polonaise de la gmina mixte et du powiat de Nowy Dwór Gdański en voïvodie de Poméranie. Elle se trouve à environ 36 km au sud-est de la capitale régionale Gdańsk.

## Géographie

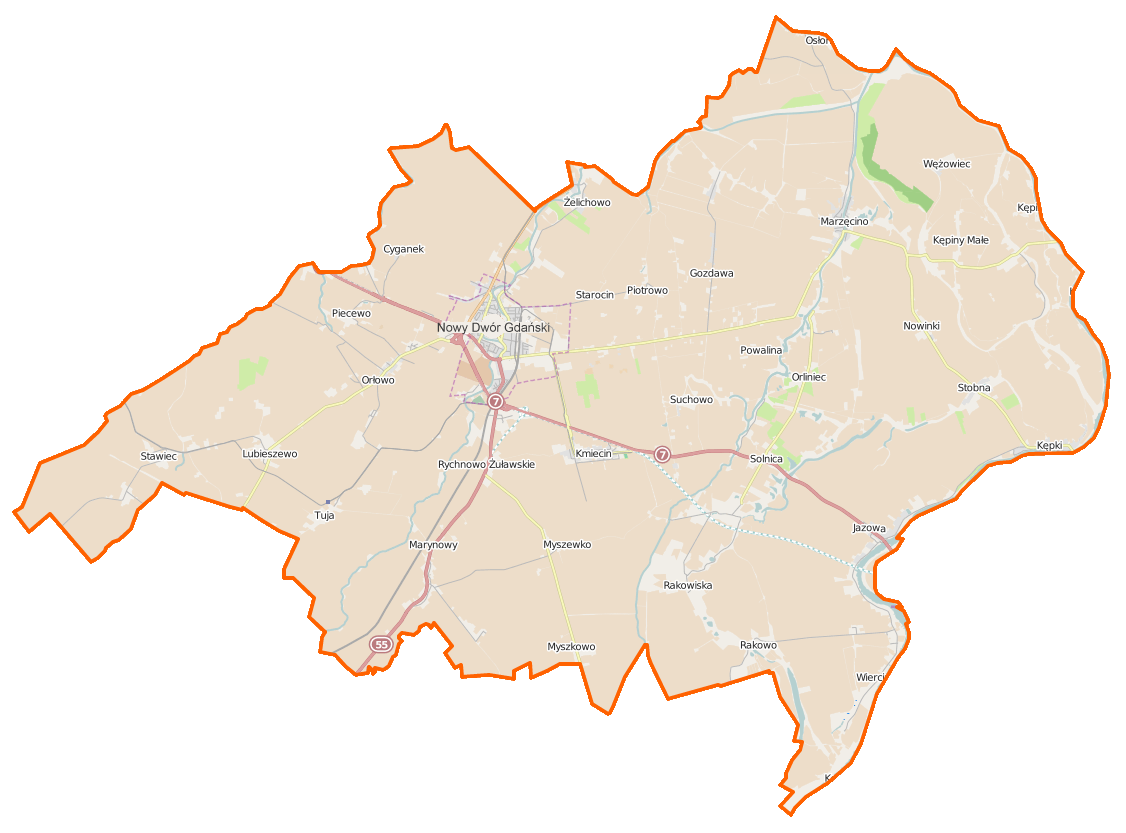
Carte de la gmina de Nowy Dwór Gdański.